# Kirmen Uribe
 (septembre 2023).
Si vous disposez d'ouvrages ou d'articles de référence ou si vous connaissez des sites web de qualité traitant du thème abordé ici, merci de compléter l'article en donnant les références utiles à sa vérifiabilité et en les liant à la section « Notes et références ».
Œuvres principales
Bilbao-New York-Bilbao
Kirmen Uribe, né le 5 octobre 1970 à Ondarroa, dans le Pays basque espagnol, est un romancier et poète basque. Il est considéré aujourd'hui comme l'un des auteurs les plus prometteurs de la dernière génération d'écrivains de langue basque. 

## Biographie
Kirmen Uribe est né à Ondarroa, en Biscaye, dans une petite ville de pêcheurs situé à environ une heure de Bilbao. Le père d'Uribe (décédé en 1999) était un pêcheur et sa mère était femme au foyer. Il étudie la philologie basque à l'université du Pays basque à Vitoria-Gasteiz, et fait ses études supérieures en littérature comparée à Trento, en Italie. En octobre 2009, il reçoit le prix national de littérature espagnole et le Prix de la Critique 2008 pour un roman écrit en langue basque, Bilbao-New York-Bilbao.

### La poésie et multimédia
Le critique littéraire Jon Kortazar a dit que l'apparition du livre de poésie Bitartean heldu eskutik (En attendant, donne-moi la main), publié par Susa en 2001, était une « révolution pacifique » dans le monde de la littérature basque. Il reçoit ainsi le prix de la Critique de la poésie écrite en langue basque, et sa première édition est épuisée en un mois. Le livre a depuis été traduit en espagnol (Visor, 2003), en français (Castor Astral, 2006), en anglais (Graywolf, 2007), en catalan (Proa, 2010) et en russe (Издательство Герника, 2010). L'écrivaine américaine Elizabeth Macklin l'a traduit en anglais directement à partir du basque. Ce serait la première fois qu'un livre est traduit directement à partir du basque et publié par un éditeur commercial aux États-Unis. Meanwhile Take My Hand a été finaliste pour le prix PEN Award for Poetry in Translation, qui récompense le meilleur livre de poésie traduit et publié aux États-Unis.
Kirmen Uribe a pris part à un certain nombre de spectacles sur scène alliant la littérature avec d'autres arts. En 2000, avec le musicien Mikel Urdangarin et le cinéaste Josu Eizagirre, il commence à travailler sur Bar Puerto, qui unis la poésie, la musique, la vidéo et l'histoire orale sur scène, racontant les expériences de vie des résidents d'un vieux quartier qui a été démoli pour permettre la construction d'une autoroute dans la ville natale de l'auteur. À l'automne de 2003, en collaboration avec des musiciens comme Urdangarin, Bingen Mendizabal et Rafa Rueda et artiste tel que Mikel Valverde, Kirmen Uribe publie un CD-livre, Zaharregia, Txikiegia agian ("Trop vieux, trop petit, peut-être"), publié par Gaztelupeko Hotsak, qui est le résultat d'une demi-douzaine de lectures avec la musique du groupe, le tout réalisé à New York plus tôt dans cette même année. La question dans son titre fait référence à la langue basque, il y démontre qu'en fait cette langue n'est pas si vieille ou si petite en ces temps de mondialisation.
Le cinéaste Arkaitz Basterra base son documentaire Agian (Peut-être) sur les travaux du groupe. Le film a sa première projection au Festival du film de Saint-Sébastien de 2006. Lorsque la traduction française de Bitartean heldu eskutik est apparu, cette même année, Kirmen Uribe a travaillé en collaboration avec le dramaturge bordelais François Mouget dont l'œuvre dramatique est basée sur le livre de poèmes.

### Bilbao-New York-Bilbao
En 2008, Kirmen Uribe publie son premier roman, Bilbao-New York-Bilbao (Elkar). Le livre a suscité une grande curiosité. Il a reçu le Prix de la Critique et le Prix national de littérature espagnole pour la narration. Au début de 2010, il a été traduit simultanément en espagnol (Seix Barral), en galicien (Xerais) et en catalan (Edicions 62). En 2012, il est publié en français (traduit de la version espagnole) chez Gallimard.
Le roman Bilbao-New York-Bilbao est situé sur un vol hypothétique que son narrateur, Kirmen Uribe, prend de l'aéroport de Bilbao vers l'aéroport John Fitzgerald Kennedy. Durant le vol, l'écrivain contemple son supposé roman en cours, ce qui représente environ trois générations d'une famille, la sienne, dont la vie est liée à la mer. Bilbao-New York-Bilbao est un roman sans intrigue classique à proprement parler. Sa structure est celle d'un filet, et les nœuds du filet sont les histoires des trois générations. Elles se croisent avec des histoires entrecroisées et des réflexions sur le XXe siècle au Pays basque. Kirmen Uribe explore et expérimente de nouvelles formes narratives, basées sur le fragment ou sur Internet. Son roman met en évidence une « tonalité poétique » et « une écriture très personnelle et très claire », estime Jon Kortazar, en ajoutant que « le premier chapitre du livre - très poétique - montre très bien le chemin que l'auteur veut emprunter. »
Ollie Brock écrit sur le roman dans le Times Literary Supplement en août 2011 : « Uribe a réussi à réaliser ce qui est sûrement une ambition pour de nombreux écrivains : un livre qui combine la famille, les romans et la littérature, ancrés profondément dans une culture orale, mais aussi livresque et tout cela sans une seule note d'autosatisfaction. » Jusqu'à présent, le roman est traduit en onze langues.

### Sur la scène internationale
Kirmen Uribe participe à un certain nombre de festivals internationaux littéraires, parmi eux celui de New York du PEN World Voices Festival, le Festival international de poésie de Berlin, de Medellín et de Taipei, le Festival de littérature de Manchester et de Bordeaux, le Festival international de Vilenica. Il donne des conférences et des séminaires dirigés dans un certain nombre d'universités de renommée internationale, parmi elles, celles de Stanford, de Brown, de New York, CUNY de New York, California Institute of the Arts, de San Diego, Taipei Fu-Jen Catholic University, l'UNAM et Iberoamericana de Mexico, l'université nationale à Lima, et de Varsovie.
Ses poèmes ont été édités dans des revues de renom et des anthologies internationales. En mai 2003, Le magazine The New Yorker publie son poème Mai. Depuis lors, son travail est publié dans d'autres revues américaines. En 2006, le magazine en ligne Berlin Lyrikline (en anglais) publie une sélection de dix poèmes en langue allemande, c'était la première fois que ce journal de poésie internationale publiait des travaux d'un écrivain basque.
En 2008, les critiques américains littéraires Kevin Prüfer et Wayne Millar introduisent trois des poèmes d'Uribe dans leur anthologie New European Poetry. Selon le Harvard Book Review : « la voix d'Uribe parle à travers les cultures .... Ses poèmes peuvent être enracinés dans le Pays basque, mais ils fleurissent à l'extérieur. »

### Prix
- Prix national de Narration pour Bilbao-New York-Bilbao, 2009.
- Prix de la Critique pour Bilbao-New York-Bilbao', 2009.
- Prix de la Critique pour Entre temps donne moi la main, 2002.
- PEN Award for Poetry in translation (finalist), pour Entre temps donne moi la main, 2008.